# Мцхетисджвари
Мцхетисджвари (груз. მცხეთისჯვარი) — село в Грузии. Находится в Хашурском муниципалитете края Шида-Картли. Высота над уровнем моря составляет 800 метров. Население — 199 человек (2014).